# Elliot Parish
Elliot Charles Parish (Towcester, 20 maggio 1990) è un ex calciatore inglese, di ruolo portiere.

## Carriera

### Club
Ha giocato nella prima divisione scozzese.

### Nazionale
Ha partecipato ai Mondiali Under-20 del 2009.

## Palmarès

### Club

#### Competizioni nazionali
- Coppa di Lega scozzese: 1

St. Johnstone: 2020-2021
- Coppa di Scozia: 1

St. Johnstone: 2020-2021